# Šimsovo sanatorium
Šimsovo sanatorium (Sanatorium Dra. Šimsy) jsou bývalé lázně a sanatorium v Praze 4-Krči v ulici Sulická, postavené na jižním svahu nad údolím Kunratického potoka. Od roku 1920 zde sídlí kojenecký ústav, nyní Dětské centrum při Thomayerově nemocnici v Krči. Areál je kulturní památkou České republiky.

## Historie
Roku 1893 dal Emil Pavlikovský pro své lázně postavit na kraji lesa v Dolní Krči dva objekty „Radost“ a „Rozkoš“, následně pak další budovy „Orient“ a „Inka“. Roku 1901 odkoupil MUDr. Jan Šimsa areál i s přilehlými pozemky a zřídil zde nervové sanatorium. Centrální budovu „Vita Nova“ navrhl a roku 1909 postavil architekt Bohuslav Černý.
Roku 1916 byl komplex uzavřen a po skončení 1. světové války poskytnut k prodeji. Roku 1920 jej získal spolek Československé ochrany matek a dětí pro zřízení kojeneckého ústavu a pro tento účel slouží areál stále.

### Popis
Areál tvoří vilové objekty rozmístěné v rozsáhlém parku. Hlavní budova - VITA NOVA - má náročně pojaté fasády a interiéry v secesním stylu.
Mezi chráněné stavby patří objekt hlavní budovy Vita Nova a vily Rozkoš, Inka, Radost, Orient a Naďa, dále vrátnice a park s altánky.

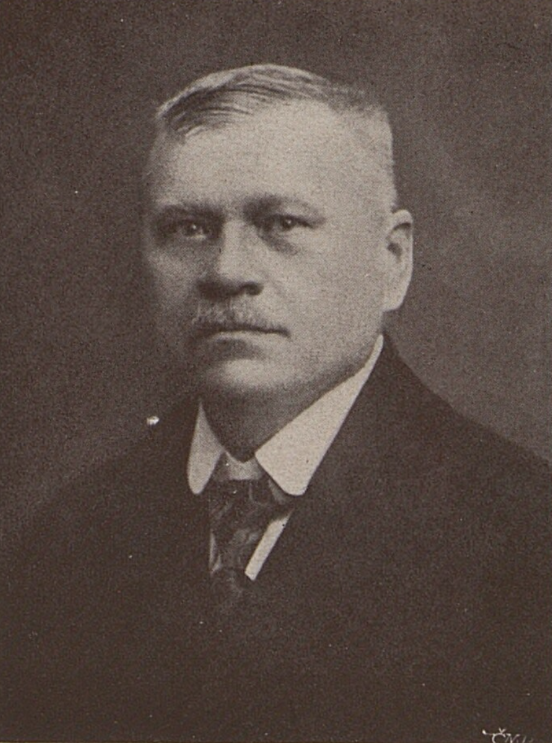
MUDr. Jan Šimsa

### Zajímavosti
Dr. Jan Šimsa (1865–1945) byl psychiatr, který se zabýval mimo jiné fyzikální terapií, hypnózou a bojem proti alkoholismu. Od 20. let 20. století byl členem „Psychické společnosti“. Přednášel zde a roku 1930 se stal jejím předsedou. Spoluzakladatelem společnosti byl výtvarník a spisovatel Josef Váchal, se kterým jej pojilo přátelství. Podle Váchalových kreseb z cyklu „Kolo zla“ vydal dr. Šimsa propagační pohlednice s protialkoholní tematikou pro účely Československého abstinentního svazu a Váchal se inspiroval sanatoriem „VITA NOVA“ („Nový život“) a samotným dr. Šimsou ve svém „Krvavém románu“, který situoval do sanatoria „MORS VETERA“ („Stará smrt“) vedeného šíleným psychiatrem Dr. Řimsou. Dr. Šimsa podporoval vznik a provoz nedalekého Lesního divadla.
Secesní nemocniční budova je rovněž oblíbená mezi filmaři: Ve filmu Saturnin například představuje nemocnici, kde má být hlavnímu hrdinovi Jiřímu Oulickému v podání Ondřeje Havelky ošetřen vymknutý kotník. Budova také představovala nemocnici ve filmu Františka Vláčila Dým bramborové natě nebo v díle Případ lichého střevíce kriminálního seriálu Hříšní lidé města pražského.